# Йошика, Миклош
Миклош (Николай) Йошика (венг. Miklós Jósika, нем. Nicolaus Jósika; 28 апреля 1794, Турда, Трансильвания (ныне жудеца Клуж Румынии) — 27 февраля 1865, Дрезден) — венгерский барон, писатель, революционный деятель (1848—1849).

## Биография
В молодости много лет служил в армии. В 1836 опубликовал свой первый роман под названием «Абафи» (Abafit, исторический роман, о событиях XVI века в Трансильвании), с огромным энтузиазмом принятый читателями.
Активный участник революции 1848—1849 годов в Венгрии. После её подавления, вынужден был бежать за границу. Продолжал деятельность в центральном штабе польских эмигрантов в Брюсселе.
Йошика — автор многочисленных исторических романов, которого называли «венгерским Вальтером Скоттом». Произведения писателя послужили росту интереса к истории Венгрии.

## Избранные произведения
- «Абафи» (1836),
- «Последний из Баториев» (1840),
- «Zrinyi a költő» (1843),
- «A csehek Magyarországban» (1845),
- «Иштван Йошика» (1847),
- «Zur Geschichte des ungarischen Freiheitskampfes» (1852),
- «Második Rákóczi Ferencz» (1861),
- «Die Hexen von Szegedin» (1863),
- «Meмуары» (1865).

## Источник
Йошика, Николай // Энциклопедический словарь Брокгауза и Ефрона : в 86 т. (82 т. и 4 доп.). — СПб., 1890—1907.